# 117 (numero)
Centodiciassette (117) è il numero naturale dopo il 116 e prima del 118.

## Proprietà matematiche
- È un numero dispari.
- È un numero composto con i seguenti 6 divisori: 1, 3, 9, 13, 39, 117. Poiché la somma dei suoi divisori (escluso il numero stesso) è 65 < 117, è un numero difettivo.
- È un numero pentagonale.
- È un numero di Harshad.
- È un numero nontotiente.
- È parte delle terne pitagoriche (44, 117, 125), (45, 108, 117), (117, 156, 195), (117, 240, 267), (117, 520, 533), (117, 756, 765), (117, 2280, 2283), (117, 6844, 6845).
- È un numero palindromo nel sistema di numerazione posizionale a base 6 (313) e in quello a base 12 (99). In quest'ultima base è anche un numero a cifra ripetuta.
- È un numero congruente.

## Astronomia
- 117P/Helin-Roman-Alu è una cometa periodica del sistema solare.
- 117 Lomia è un asteroide della fascia principale del sistema solare.
- NGC 117 è una galassia lenticolare della costellazione della Balena.

## Astronautica
- Cosmos 117 è un satellite artificiale russo.

## Chimica
- È il numero atomico del Tennesso (Ts).

## Convenzioni

### Telefonia
- È il numero telefonico per la guardia di finanza in Italia.
- È il numero telefonico per la polizia in Svizzera.